# Drain Gang
Drain Gang (dříve známý jako Gravity Boys Shield Gang) je švédský hudební a módní kolektiv. Skupina, kterou tvoří Bladee, Ecco2K, Thaiboy Digital, Whitearmor a Yung Sherman, se v polovině a na konci roku 2010 vyšvihla mezi nejlepší švédské hudební kolektivy. Je známá svou častou spoluprací s dalším švédským rapperem Yung Leanem a producentem Gudem.

## Historie
Skupina vznikla v roce 2013 ve Stockholmu. Thaiboy Digital v té době pobýval ve Švédsku. Bladee a Ecco2K dříve spolupracovali jako grindcorové duo Krossad. Členové Drain Gangu, kteří podepsali smlouvu s labelem YEAR0001, se na cloudové rapové scéně prosadili díky spolupráci s kolegou z labelu Yung Leanem.
Kompilace GTBSG je považována za první dílo kolektivu. Kompilace obsahuje různé singly vydané v průběhu roku 2013, které jsou k dispozici online na oficiálním účtu Soundcloud.
Gluee je Bladeeho první mixtape, na kterém se podíleli Thaiboy Digital, Ecco2K a BONES a který produkovali Whitearmor, Yung Sherman, Curtis Heron a Blank Body.
První mixtape Thaiboy Digital, Tiger, vyšel v roce 2014. V roce 2015 vypršelo Thaiboy Digitalovi vízum a byl vyhoštěn ze Švédska. Prostřednictvím internetu se mu podařilo pokračovat ve spolupráci s ostatními členy z jeho nového domova v Bangkoku. V roce 2016 vydal společně s Bladee společné EP s názvem AvP, na kterém se podíleli produkcí Whitearmor i Yung Sherman.
V roce 2017 vydali Bladee, Ecco2K a Thaiboy Digital společné album D&G, na kterém se podíleli člen Whitearmor a častí spolupracovníci Gud, Yung Sherman, Woesum a australský kolektiv Ripsquadd.
V prosinci 2017 vydal Bladee také mixtape Working on Dying, který vznikl ve spolupráci s filadelfským producentským kolektivem Working on Dying. Celý projekt produkovali Working On Dying a Whitearmor přispěl další produkcí. Na projektu se podíleli Yung Lean, Black Kray (častý spolupracovník Bladeeho i Working On Dying) a Ecco2k, zatímco Thaiboy Digital poskytl další vokály v několika skladbách. Projekt je silně ovlivněn tread music, trapovým subžánrem, který vytvořil Working on Dying.
Na jaře 2018 vydal Bladee album Red Light, které navazuje na jeho debutové album Eversince z roku 2016. Vydání alba bylo oslaveno speciálním koncertem v londýnské O2 Islington Academy 16. května 2018.
V roce 2018 vydal Bladee Icedancer, svůj třetí mixtape a devátý projekt. Mixtape produkoval RipSquad. Album obsahuje spolupráce s Yung Lean, Cartier'GOD a Thaiboy Digital.
V roce 2019 skupina vydala společné EP s názvem Trash Island. Whitearmor byl výkonným producentem, zatímco Ripsquadd a německý producent Mechatok se vrátili, aby přispěli další produkcí. Album se nahrávalo a produkovalo v Bangkoku. Vydání EP bylo překvapením, protože na různých sociálních médiích YEAR0001 ani skupiny nebylo zveřejněno žádné oznámení.
27. listopadu 2019 vydal Ecco2K svůj první dlouhohrající projekt E, který produkoval Yung Gud.
V roce 2020 vydal Bladee tři plnohodnotná studiová alba.
Bladeeho první album z roku 2020 se jmenuje Exeter (vyšlo v dubnu) a jeho výkonným producentem je jeho častý spolupracovník a člen Sad Boys Gud. Bylo to poprvé, co Gud výkonně produkoval jedno z Bladeeho alb. Projekt obsahuje prvky žánrů jako cloud rap, art pop, trap a alternativní R&B.
Bladeeho druhé album z roku 2020 se jmenuje 333 (vyšlo v červenci) a jeho výkonným producentem je Whitearmor. Na albu se produkčně podíleli Gud, Mechatok, člen Ripsquadd Lusi a švédský hudebník Jokim Benon. Album bylo poznamenáno tím, že obsahovalo zvukové podobnosti s hyperpopovou hudbou a bylo popsáno jako "přilehlý hyperpop".
The Fool je Bladeeho páté studiové album. Všechny písně na něm produkoval Lusi spolu s dalšími producenty, jako je Loesoe, který se na albu objevuje hned několikrát. Obal alba a seznam skladeb unikly 14. května 2021, plánované datum vydání je 11. června.
Na konci roku 2021 skupina oznámila světové turné Drain Gang 2022, které zahrnuje 23 vystoupení v Evropě a Severní Americe.
V roce 2022 vydali Bladee a Ecco2K společný singl "Amygdala", který produkoval Mechatok. V březnu téhož roku vyšlo neohlášené společné album Bladee & Ecco2K s názvem Crest. Album obsahující singl "Girls just want to have fun", který byl předtím vydán jako různý singl v roce 2020, produkoval výhradně Whitearmor.
Ještě téhož roku vydal Whitearmor svůj sólový debut, dlouhohrající instrumentální album In The Abyss: Music for Weddings.

## Kolaborativní diskografie
- GTBSG (2013) (Bladee, Ecco2K a Thaiboy Digital s produkcí DJ Smokey, Josh Diamond, Saavagebeatz, Whitearmor a Yung Sherman)
- AvP (2016) (Bladee a Thaiboy Digital s produkcí Whitearmor, Yung Sherman a hlasem od Ecco2k)
- D&G (2017) (Bladee, Ecco2K a Thaiboy Digital s produkcí Gud, Woesum, Whitearmor, Ripsquadd a Yung Sherman)
- Trash Island (2019) (Bladee, Ecco2K a Thaiboy Digital s produkcí Whitearmor a Ripsquadd, stejně jako producent Colby Sexton)
- Crest (2022) (Bladee a Ecco2k s produkcí Whitearmor)
- TL;DR (2024) (Bladee, Ecco2k a Thaiboy Digital s produkcí Whitearmor)